# Gare de Périgueux
Gare de Périgueux – stacja kolejowa w Périgueux, w departamencie Dordogne, w regionie Nowa Akwitania, we Francji. Została otwarta w 1857.